# King John
King John (no original em inglês, The Life and Death of King John; em português: Vida e morte do Rei João) é um drama histórico de William Shakespeare. Acredita-se que tenha sido escrita na metade dos anos 1590, mas não foi publicada até seu aparecimento no First Folio, em 1623.